# Stage Dolls
Gli Stage Dolls sono un gruppo hair metal formatasi nel 1983 a Trondheim, Norvegia.

## Storia

### Anni 80
Nel 1982, Erlend Antonsen e Terje Storli suonavano in alcuni club locali attorno alla zona di Trondheim con la loro band dell'epoca, i Hot Lips. Con la necessità di un chitarrista, si rivolsero ad un certo Torstein Flakne, che aveva appena terminato l'attività con la sua band precedente, i The Kids (band di teenager molto popolare in Norvegia tra il 1980 e l'82). Gli Hot Lips suonavano cover di artisti rock. Torstein raggiunse la band tra l'estate e la fine del 1982, quando suonarono a qualche show attorno al circuito. Condividendo molte band preferite (Rolling Stones e Aerosmith), Erlend e Torstein si prepararono per le prove quasi quotidianamente nella loro sala prove con Torstein alla voce per la prima volta. I due pensarono seriamente di ricomporre la band come trio con Terje al basso.
La svolta arrivò nel gennaio 1983 quando la formazione dei tre musicisti, ormai consolidata scelse il nuovo nome di Stage Dolls. Immediatamente iniziarono a comporre materiale proprio impegnandosi al massimo per completare il futuro disco prima possibile. Ma i tempi furono difficili, in quanto le prime demo vennero rifiutate da tutte le compagnie discografiche a cui erano state presentate, ribattendo che la loro musica era troppo dura e la formazione di tre membri non li avrebbe portati da nessuna parte. Dopo altre ricerche, sembrava che il gruppo fosse destinato allo scioglimento. All'epoca, gli unici studi di registrazione presenti a Trondheim erano i Nidaros Studios. L'ingegnere del suono Rune Nordal ed il produttore Bjørn Nessjø videro qualcosa di promettente nella giovane band, e permisero loro di suonare delle sessioni. Questa collaborazione diede dei buoni risultati, così il gruppo decise di passare alle registrazioni di un primo album nella speranza che qualche etichetta li notasse. Non ci furono però aziende interessate. L'unica reazione positiva proveniva dal A&R della Polydor Records Per Alm a Oslo. Egli disse che l'unica cosa che mancava era una hit. Torstein così si sedette e compose il brano "Soldier's Gun", e le cose cominciarono a girare. Il primo album, Soldiers Gun, venne realizzato nel primo inverno del 1985 dopo aver intrapreso un tour nazionale di successo assieme ai loro amici e connazionali TNT nel dicembre 1984, guadagnandosi un'ottima reputazione di live band. Nel 1985 suonare dal vivo era l'unico modo per farsi notare in Norvegia perché non sarebbero mai stati trasmessi per radio. Così iniziarono i tour, e nella stagione 1985/86 suonarono in ogni luogo possibile della Norvegia. Il debutto vendette attorno alle 20 000 copie, un buon risultato per una rock band, ma ora era importante costruirsi una buona schiera di fan attorno al paese. Il 1985 fu anche l'anno in cui avvenne il primo cambio di formazione. Erlend Antonsen infatti abbandonò il gruppo sostituito prontamente da Steinar Krokstad, uomo che aveva già suonato con Terje nella sua prima band nel 1975. Questo come conferma che la scena rock di Trondheim era molto ristretta. Le registrazioni per il loro prossimo album iniziarono verso la fine del 1985. Durante questo periodo si spostarono alla Grappa Records seguendo il loro guru, Per Alm. Questo nuovo lavoro, intitolato Commandos, mostrò una maturazione significativa in termini di arrangiamenti ed originalità. Per molti loro fans, questo fu "l'album rock degli anni ottanta". Questo raggiunse la 5ª posizione nelle classifiche norvegesi, provocando loro un notevole incremento di popolarità e portandoli a diventare una delle rock band più popolari della scena norvegese del 1986. Da questo periodo iniziarono inevitabilmente ad essere notati anche all'estero. Infatti l'album venne realizzato negli Stati Uniti per la BigTime Records e la title track guadagnò una buona sponsorizzazione tramite le radio.
Il 1987 venne trascorso in gran parte in tour, riuscendo a rientrare in studio entro la fine dell'anno per registrare un nuovo album. Torstein aveva conosciuto il compositore e musicista Bobby Icon in una viaggio negli States durante il 1986 e presto i due iniziarono a collaborare assieme ed a comporre del materiale per il futuro lavoro. L'omonimo Stage Dolls vide la luce nel 1988. Questo fu il disco degli Stage Dolls di maggior successo in assoluto, portandoli in cima alle classifiche norvegesi, come quelle degli Stati Uniti e del resto dell'Europa. Le hit "Still in love" e "Wings of Steel" fecero logo guadagnare il platino in patria. Nel 1989 la band firmò un contratto con la Chrysalis Records per il mercato americano. Viaggiarono negli States quell'estate per promuovere il singolo "Love Cries" che divenne il terzo album più venduto nelle rock classifiche e guadagnando la posizione nº 46 nella classifica di Billboard Singles Charts, sempre negli USA. I tour prevedevano sia alcuni di nel ruolo di headliner, che altri da spalla ad altre band come Faster Pussycat, Warrant e Blue Murder.

### Anni 90
Tornati in Europa dal 1990, il trio iniziò subito a progettare i piani per un nuovo disco. L'anno successivo vedrà la luce quindi il quarto capitolo della combo norvegese, intitolato Stripped. Questo conteneva probabilmente il miglior brano composto da Torstein, ovvero "Love don't Bother Me" (il video musicale tra l'altro ha come protagonista la top model Kate Moss e il suo allora fidanzato Mario Sorrenti). Dopo aver terminato le registrazioni nella loro città natale, i tre si diressero nuovamente negli USA, dove il noto produttore Ron Nevison, assieme al cantante e compositore Mark Spiro, contribuirono al completamento del nuovo lavoro. Il resto dell'anno venne trascorso suonando ai vari show. In Europa suonarono al fianco dei Mr. Big. Dal 1992, Steinar sentì di dover abbandonare il progetto. Dedicandosi ad altri interessi musicali, egli decise quindi di lasciale la band, e questo fu un duro colpo per i membri restanti. Fu un periodo cruciale per i due, che fortunatamente trovarono un sostituto in Morten Skogstad, ex membro dei TNT. Per celebrare il decimo anniversario, gli Stage Dolls decisero di pubblicare la prima raccolta Stories We Could Tell nel 1993.
Questo venne realizzato nel primo 1994 con l'inclusione di due brani inediti: la cover di Warren Zevon "Lawyers Guns and Money" ed "Hard to say goodbye". Quest'ultimo divenne una hit in Norvegia e contribuì alla loro popolarità tra i nuovi fans. Il best of ottenne il doppio disco d'oro. Torstein aveva sempre scritto più brani di quelli di cui la band necessitava. Durante i primi anni egli collaborò con altri artisti al di fuori del suo gruppo. Tin Drum, un'altra band norvegese, aveva registrato delle hit da lui composte, e in Svezia un altro gruppo norvegese, gli Sha-boom, raggiunsero le classifiche grazie al suo aiuto. Al di fuori della Norvegia, pochi sanno che l'inno ufficiale del club di calcio di Trondheim, il Rosenborg, era stato scritto da Torstein assieme al suo amico Dag Ingebrigtsen. Negli anni novanta, egli continuerà le sue collaborazioni, componendo brani, tra gli altri, anche per Morten Harket degli a-ha ed il cantante danese Sanne Salomonsen. Ma il cantante si dedicò anche alla carriera solista pubblicando il debutto Shoot the Moon nel 1995. Il nuovo album degli Stage Dolls venne pubblicato nel 1997 e venne intitolato Dig. Questo fu il primo con le performance di Morten Skogstad e conteneva il classico "Run when it´s Over" e la radio hit "Good times". Dig fu probabilmente il disco più grezzo della band. Seguirono numerosi tour durante il 1997 ed una volta terminati, presero una pausa l'anno successivo. Nel tardo 1999 tornarono ad occuparsi dell'attività live suonando qualche concerto acustico nel circuito di Trondheim.

### Anni 2000
Durante il 2000 e 2001 continuarono le esibizioni in tutta la Norvegia con successo. Seguì nel dicembre 2002 la pubblicazione di una nuova raccolta, Good Times - The Essential Stage Dolls, un doppio cd contenente tutte le hit rimasterizzate e pubblicata per la Universal Records. Il disco rimase otto settimane nella TOP 10 norvegese raggiungendo la posizione nº 2. The band continuò gli intensivi tour fino al dicembre 2003. Dal Natale 2003 gli Stage Dolls iniziarono a lavorare per il nuovo album. Con l'aiuto di alcuni amici venne affittata una sala prove nel gennaio 2004 dove molti dei brani vennero concepiti. Dal primo febbraio 2004 il materiale era pronto per essere registrato. Le sessioni furono svolte ai Nidaros Studios, gli stessi studi dove la band aveva registrato i lavori degli anni '80. Assieme al produttore Ronny Wikmark, 11 brani vennero selezionati da una lista di 25. Mark Spiro ancora una volta contribuì ai backing vocals. Il disco Get a Life, venne pubblicato il 24 maggio. Iniziarono i tour ottenendo successi nei Paesi prossimi alla Norvegia, e spesso i concerti ottenevano il "tutto esaurito", così come le vendite erano state ottime. L'album ricevette delle ottime recensioni dalla scena norvegese ed internazionale, tanto che un sito giapponese li definì la migliore band hard rock. Attualmente la band sta pianificando la pubblicazione di un nuovo album la quale uscita sarà prevista per il 2008. Il titolo annunciato è Time Machine.

## Formazione

### Formazione attuale
- Torstein Flakne - voce, chitarra (1983-oggi)
- Terje Storli - basso (1983-oggi)
- Morten Skogstad - batteria (1993-oggi)

### Ex componenti
- Erlend Antonsen - batteria (1983-85)
- Steinar Krokstad - batteria (1985-93)

## Discografia

### Album in studio
- 1985 - Soldiers Gun
- 1986 - Commandos
- 1988 - Stage Dolls
- 1991 - Stripped
- 1997 - Dig
- 2004 - Get a Life

### Live
- 2005 - Get a Live

### Raccolte
- 1993 - Stories We Could Tell
- 1996 - Rock Box
- 2002 - Good Times - The Essential Stage Dolls